# Miniaturització
La miniaturització és la creació de dispositius mecànics, òptics o electrònics i els seus dispositius d'escales més i més petits.
L'inici de la miniaturització va començar amb la producció de transistors, a finals dels anys 1940, que van reemplaçar els tubs de buit i a finals de la dècada de 1950, els circuits integrats.

## Etapes
En la seva miniaturització, els dispositius sovint passen per les etapes de:
- Fix;
- Portàtil;
- Portable:
  - A l'espatlla, a la part posterior o al cinturó, per exemple: ordinador portàtil;
  - A la butxaca, exemples: calculadora de butxaca, rellotge de butxaca, telèfon mòbil, càmera fotogràfica;
  - Al canell o al turmell, exemples : rellotge de polsera, grillet electrònic.

## Exemples
- Telèfon:
  - El primer telèfon portàtil va ser inventat per un nord-americà el 1919. Es compon d'una antena de tres cilindres de coure, cadascuna d'una alçada superior a 50 cm, amb una carcassa, un auricular i un receptor.[1]
  - El primer telèfon mòbil va ser introduït en el mercat per NTT el 1978.[1]
- Ordinador: els primers ordinadors construïts en la dècada de 1940, l'ENIAC i Manchester Mark I, va omplir una habitació de diversos metres quadrats, pesaven diverses tones i s'incloïen milers de tubs d'elèctronics.[1] Des de llavors, els ordinadors s'han convertit en estacions de treball col·locats en un escriptori, portàtils, en portàtils, tot seguit, en dispositius de butxaca.
- Receptor de ràdio
- Projector de vídeo > miniprojector
- Tubs fluorescents > llums fluorescents compactes.[2]

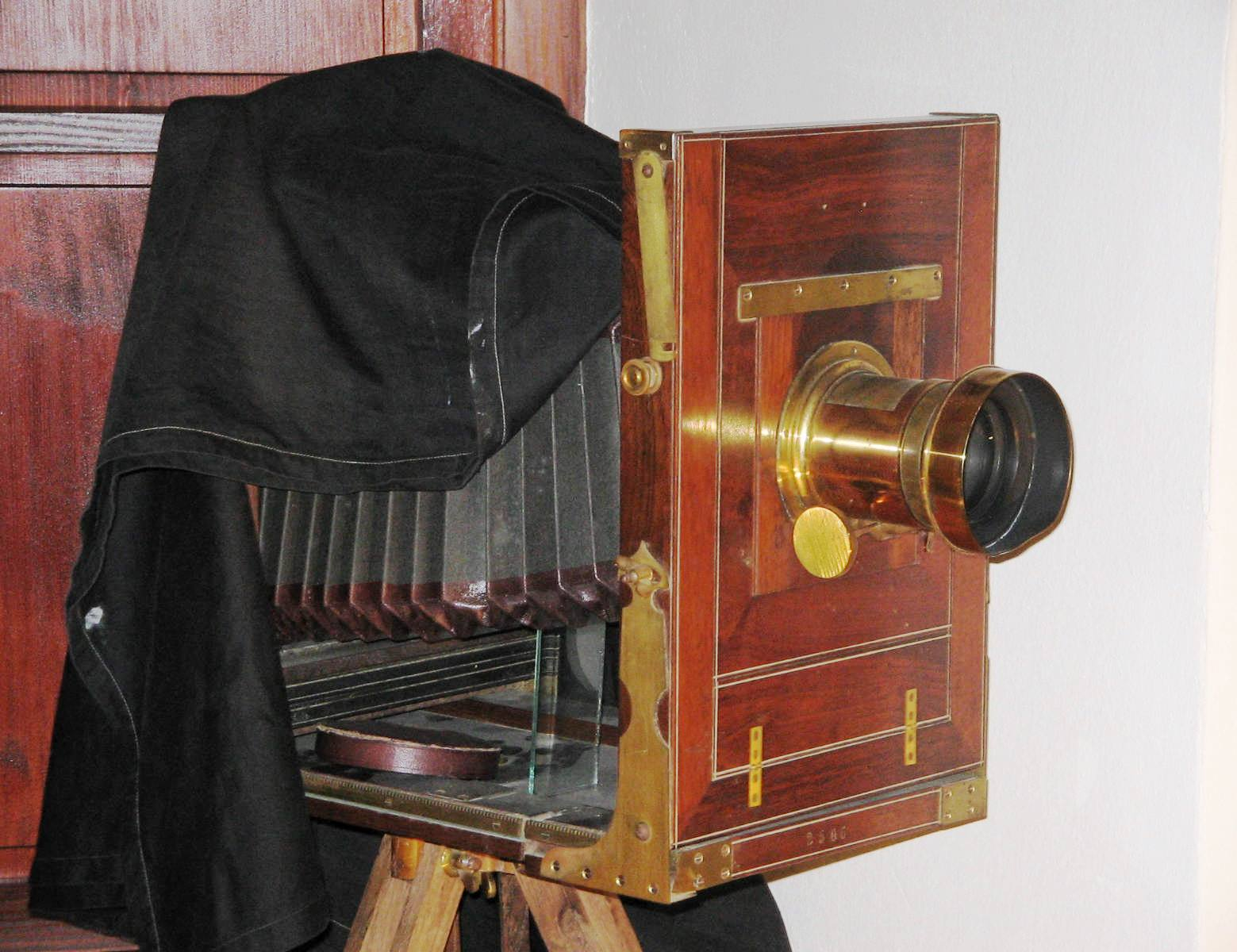
Càmara fotogràfica de gran format, a finals del segle XIX
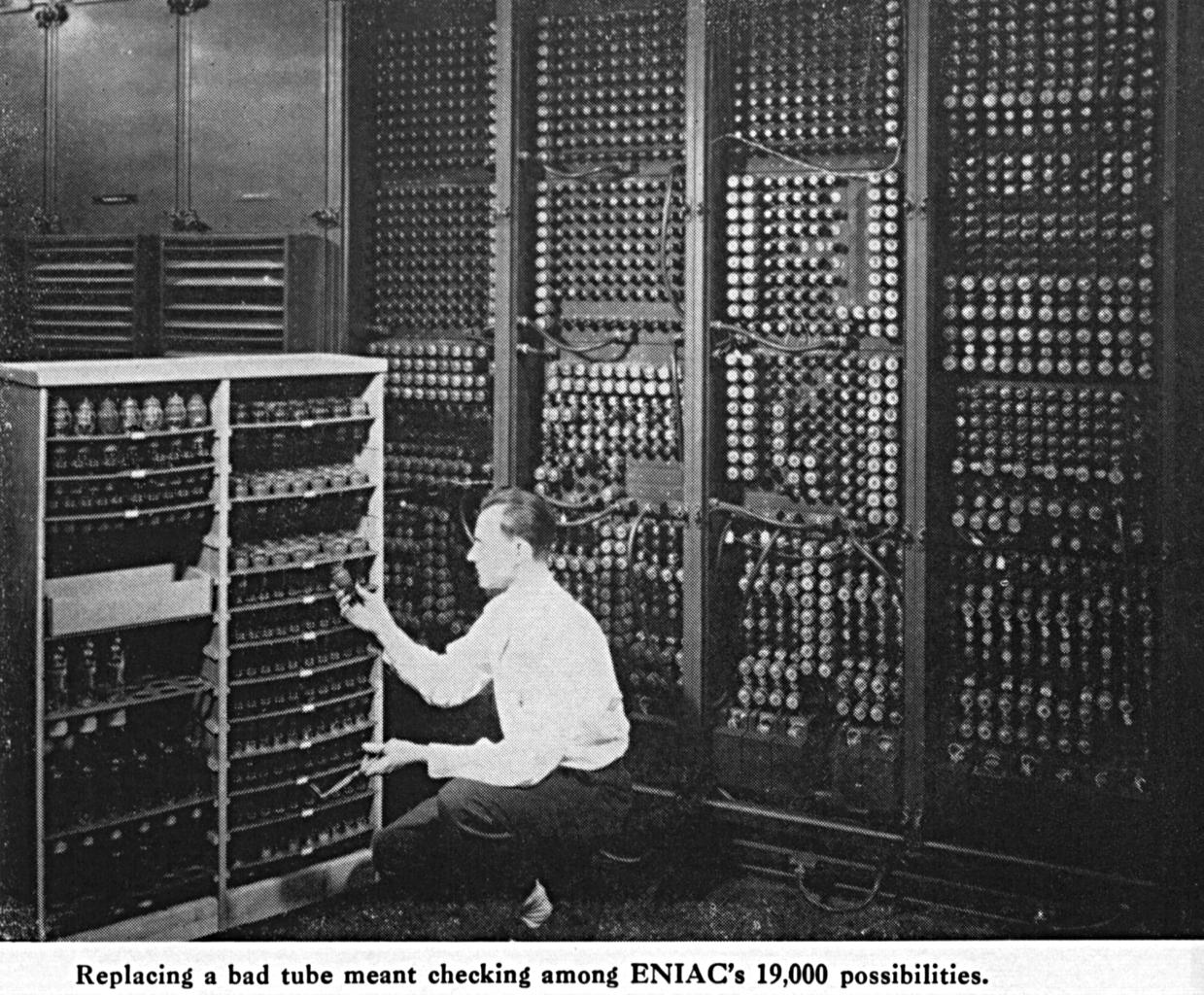
Tècnic en tren que està canviant un tub d'ENIAC
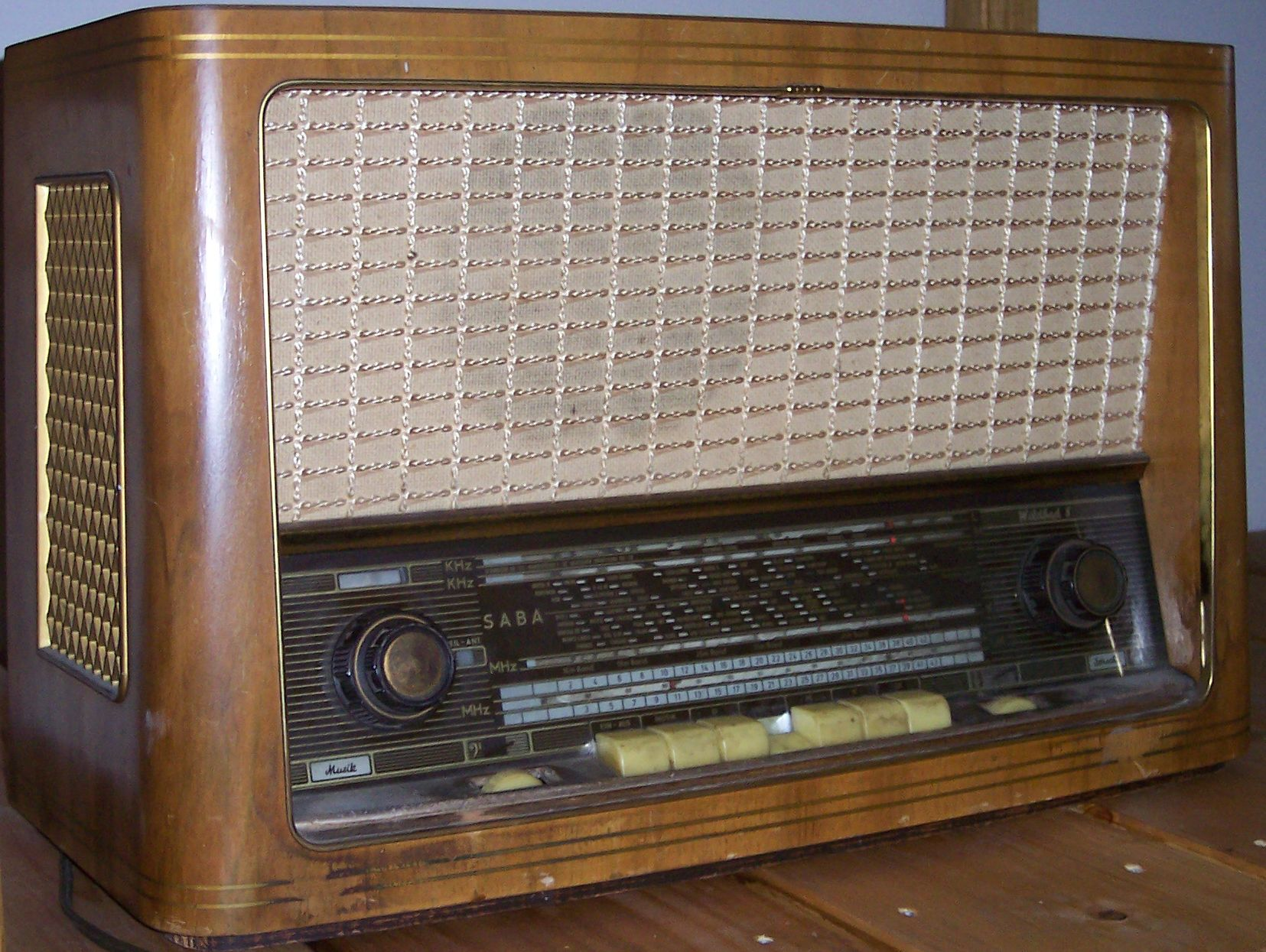
Receptor de ràdio dels anys 1950
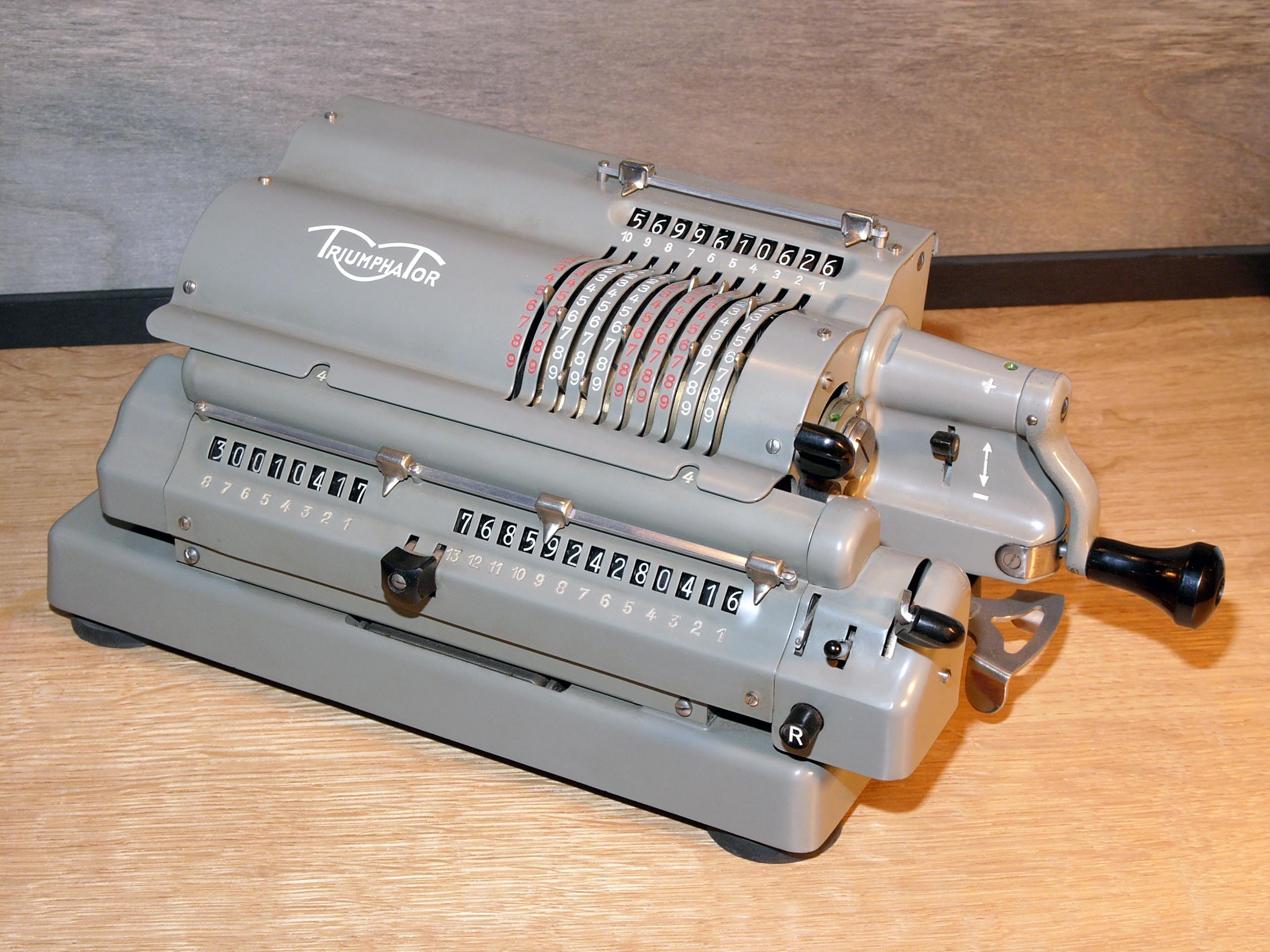
Calculadora de cursor Triumphator CRN1 de 1958
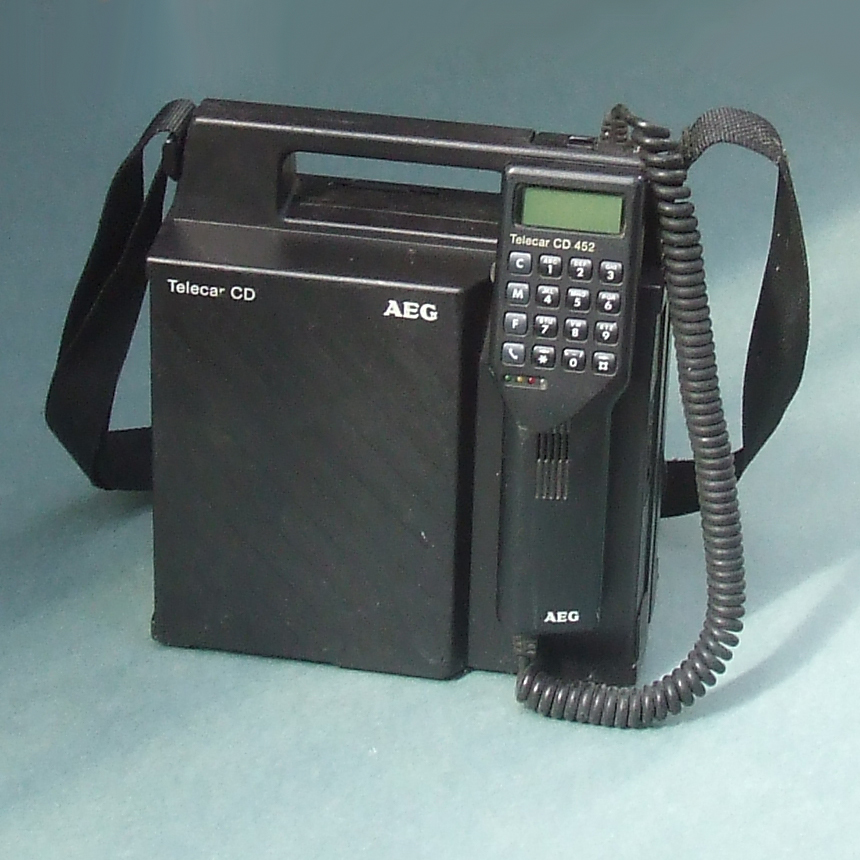
Telèfon portàtil dels anys 1980, fabricat per AEG
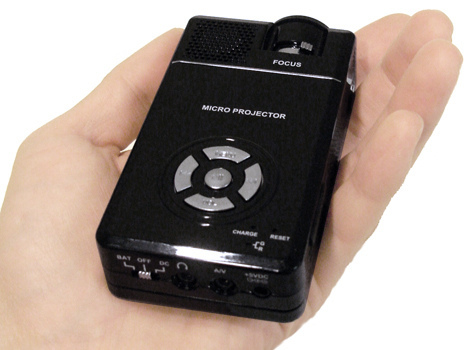
Miniprojector Aaxatech P1 de 2009

## Avantatges
La miniaturització permet la reducció:
- espai ocupat: els elements que ocupen menys espai són més desitjables que els elements que són més voluminosos, ja que són més fàcils de portar, fàcil d'emmagatzemar i molt més còmode d'utilitzar.
- pes - alleujament
- preus
- el consum d'energia
- pel consum de materials

També permet la producció de dispositius multifuncionals: la miniaturització dels components electrònics permet que els telèfons adquirireixin funcions que anteriorment estaven reservades per als ordinadors.

## Limitacions

### Mida de les tecles d'un teclat

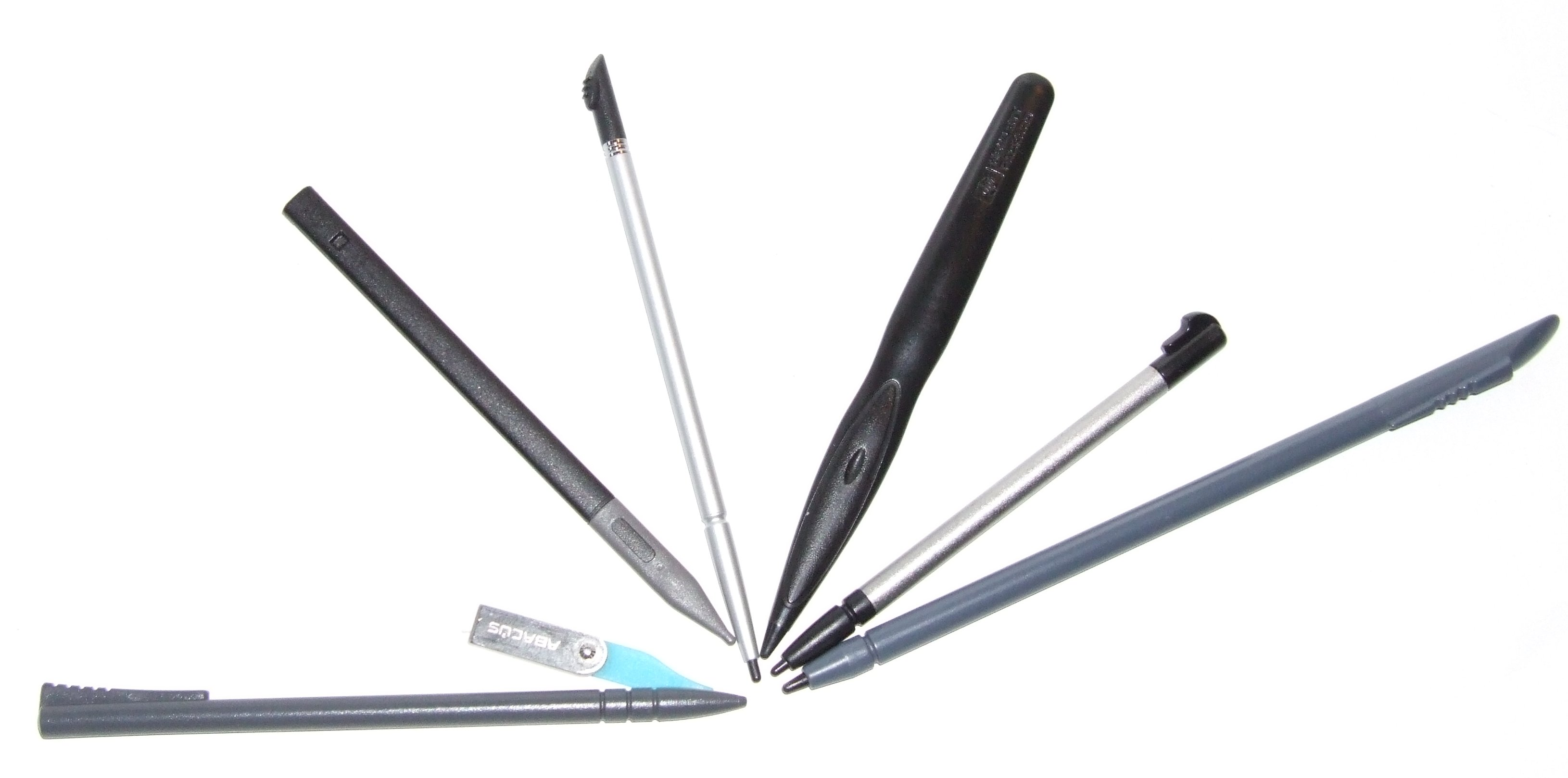
Diferents llapis òptics, d'esquerra a dreta: PalmPilot Professional, Fossil Wrist PDA, Nokia 770, Audiovox XV6600, Jornada 520, Zaurus 5500, Fujitsu Lifebook P-1032

Per garantir la facilitat d'ús, les tecles d'un teclat han de tenir una determinada mida mínima. En molts casos (com els telèfons mòbils), aquest límit és gairebé obsolet.
Les possibles solucions són:
- Els teclats plegables (per a alguns ordinadors portàtils, càmeres digitals, etc.)
- L'ús de les tecles en miniatura amb un llapis òptic;
- Múltiples usos de la mateixa clau;
- L'ús dels teclats virtuals que es poden mostrar en les pantalles tàctils.

### Mida de la pantalla
Per treballar durant molt de temps, abans la pantalla ha de tenir una diagonal d'almenys de 10 a 12 cm. Per a les càmeres, han de ser d'uns 5 cm. Alguns fabricants han portat a la miniaturització, de manera que la part posterior de l'aparell està ocupat principalment per la pantalla.